# أحمد قدري (سياسي سوري)
أحمد قدري (1889- 1958م)- طبيب وسياسي سوري، أحد رجالات الكفاح ضد الاستعمار.
والأمة. وهو أحد مؤسسي الجمعية العربية "الفتاة" 1911م،

## السيرة الذاتية
ولد الدكتور أحمد قدري في بعلبك (وهناك من يشير إلى أن مولده كان في حي القنوات بدمشق عام 1893م)، درس في مدارس فلسطين وبيروت، وأتمّ دراسته في إسطنبول، وتابع التخصص بعد ذلك في باريس، واكب الثورة العربية الكبرى، ووقف على دقائقها وأسرارها وتطوراتها. نُشرت مذكراته عام 1956م . قضى أيامه الاخيرة في داره في شارع الشهبندر بدمشق حيث كان يكتب مذكراته، التي لم يتمكن من إتمامها. والده "عبد القادر" كان متقاعداً برتبة أميرلاي في الجيش العثماني واختصر اسمه إلى قدري وأصبح هذا الاسم كنية لذريته من بعده. أمّا والدته فقد توفيت بوباء الكوليرا الذي عصف بالبلاد السورية في مطلع القرن العشرين. في 1939م جاء إلى دمشق من بغداد ومكث بها فترة ثم عاد إلى بغداد ومنها إلى دمشق عام 1941م ، أُحيل أحمد قدري إلى التقاعد وتفرّغ لكتابة مذكراته، التي صدرت سنة 1956 بعنوان مُذكّراتي عن الثورة العربية الكبرى، وذلك قبل سنتين من وفاته عمر ناهز 65 عاماً سنة 1958م.

## حياته السياسية
بدأ الدكتور أحمد قدري حياة السياسية مبكرًا وتحديدًا عام 1908م حيث أخذ يعمل مع إخوانه الشبان العرب بعد إعلان الدستورعلي الدفاع عن حقوق إخوانهم ورفع مستواهم. فاتفق مع بعضهم أمثال: محمد رستم حيدر، وعوني عبد الهادي، على تشكيل "جمعية الفتاة" السرية، وذلك بعد إعلان الدستور العثماني بأربعة ايام فقط. وفي باريس عندما كان يتابع تخصصه في الطب قرر وزملاءه التستر الشديد علي الجمعية والتي تشكلت أول هيئة إدارية لها، وضمت بجانب الدكتور أحمد قدري كلا من: عوني عبدالهادي، توفيق الناطور، رفيق التميمي، محمد رستم حيدر، محمد المحمصاني، عبدالغني العريسي، ثم انضم إليها آخرون كان من بينهم الذين استشهدوا في أيار عام 1916م. كما اشترك في جمعية الفتاة الأمير فيصل نجل الشريف الحسين، اذ كان منتدبًا في دمشق من قبل والده، وازداد عدد المنتسبين إلى الجمعية بعد جلاء الأتراك عن البلاد 1918م، وخلال قيام الدولة العربية في دمشق، وقد قررت الجمعية أن من دخل الجمعية قبل دخول الجيش العربي لدمشق يعتبر عضواً مؤسساً ، ومن دخل الجمعية بعد دخول الجيش يعد عضواً عادياً. وقد سعت العربية الفتاة في بداياتها إلى توسيع المشاركة العربية في الدولة العثمانية وتعزيز مكانة اللغة العربية، قبل المطالبة بالاستقلال التام وتحرير البلاد العربية من الحكم العثماني. وقد ظلّت تعمل بالسرّ لغاية عام 1916، عندما كُشف أمرها إثر حملة الاعتقالات الواسعة التي قادها جمال باشا، قائد الجيش الرابع في سورية، وقد ضمّت بين صفوفها الأمامية عدداً كبيراً من الشخصيات العربية القيادية، مثل رياض الصلح من لبنان ونوري السعيد من العراق، إضافة لسعد الله الجابري وشكري القوتلي وجميل مردم بك من سورية. وقد أسهم أحمد قدري إسهاماً محورياً في تنظيم المؤتمر العربي الأول في باريس الذي دعت له العربية الفتاة في حزيران 1913، وفي دعم الثورة العربية الكبرى التي انطلقت من الحجاز سنة 1916. اعتقل بأمر من جمال باشا، وسُجن مع شكري القوتلي، زميله في العربية الفتاة ومعتمد الجمعية بدمشق. أقدم القوتلي على الانتحار بعد تعرضه لتعذيب شديد داخل السجن، وأنقذه أحمد قدري ونقله إلى المستشفى الحميدي في منطقة البرامكة. وبعد خروجه من السجن، هرب الدكتور قدري إلى الحجاز للالتحاق بشقيقه تحسين قدري، الضابط المنشق عن الجيش العثماني، وعملا معاً في صفوف الثورة العربية الكبرى حتى تحرير دمشق في نهاية شهر أيلول عام 1918.ومن جانب آخر عارض الدكتور احمد قدري مشروع فيصل كليمنصو معارضة شديدة ، علي الرغم من أنه كان الطبيب الخاص والصديق الحميم للملك فيصل طيلة مدة مكوثه في دمشق، وقد أدت معارضته إلى عرقلة الاتفاق النهائي حول هذا المشروع، حيث كان يرى ان المشروع غير كاف وان الفرنسيين لن ينفذوا ما تعاهدوا عليه . في 1920م انتخب عضواً في المؤتمر السوري العام ـ أول سلطة تشريعية في البلاد، الذي أعلن في الثامن من آذار استقلال سوريا ، سافر إلى مصر بعد دخول الفرنسين ثم إلى بغداد، وفي 1930م عين قنصلاً للعراق في مصر، وفي 1934م رفع إلى درجة مستشار ونقل إلى باريس كأول ممثل سياسي للعراق في فرنسا، واسس هتاك أول مفوضية عراقية. في 1941م شارك في ثورة رشيد الكيلاني في العراق وتم سحب الجنسية العراقية منه من قبل الانجليز لهذا السبب.

## حياته المهنية
وبجانب العمل السياسي لم ينس الدكتور احمد قدري مهامه والتزاماته المهنية، فكان يقوم بكافة التزاماته الطبية نحو الوطن والمواطنين، وقد أنشأ مستشفي المجتهد، ومستشفى حمص، ومستشفى درعا، وغيرها من المستشفيات والمراكز الصحية في المحافظات، وقد تم انتخابه نائيًا لرئيس جمعية الهلال الاحمر السوري عام 1946م. وفي عام 1945م مثل الدكتور قدري سوريا قي المؤتمر الطبي العربي بالقاهرة، وفي المكتب الطبي العربي المنعقد في باريس 1946م، نال الدكتور احمد العديد من الشهادات التي تمجد سيرته. في 1935 تم تعيينه عميداً لكلية الطب بالعراق، ووضع دراسات وتقارير وأبحاثا قيمة خاصة فيما يتعلق بمرض الفرنج، وكان يؤمن أن مهنته الإنسانية كطبيب لا تقل اهمية عن مهنته كرجل نضال، وفي 1947م كان له دور بارز من خلال ما قدمه من ابحاث في القضاء علي الكوليرا التي اجتاحت سورية في ذلك الحين، وكان من قبلها قد عُيّن مديراً للصحة والإسعاف العام عام 1944، ثم أمينًا عامًا لوزارة الصحة عام 1947م.